# Säby kyrka, Salem
Säby kyrka är en kyrkobyggnad som tillhör Salems församling i Strängnäs stift. Kyrkan ligger vid Salems centrum i Salems kommun.

## Kyrkobyggnaden
Enligt Botvidslegenden hette den äldsta kyrkan i Salem "Säby kyrka" och låg vid Bornsjöns strand där Salems kyrka numera ligger.
Nuvarande träkyrka, med samma namn, är en monteringsfärdig vandringskyrka som invigdes 1974. Kyrkan är skapad av arkitekten Rolf Bergh, har kvadratisk planform och pyramidformat tak. Väggarnas fyra hörn består av glasade fönster och under taket löper en fönsterrad.
Hopbyggda med kyrkan finns lokaler för kansli, pastorsexpedition, vaktmästarexpedition, församlingshem m.m. 2001 genomfördes en omfattande ombyggnad och omdisponering av församlingslokalerna. En vikvägg sattes då in mellan kyrkan och intilliggande församlingslokal.

## Orgel
- Den nuvarande orgeln är byggd 1976 av Walter Thür Orgelbyggen AB, Torshälla. Orgeln är mekanisk.

| Huvudverk I    | Svällverk II      | Pedal      | Koppel |
| Gedackt 8´     | Rörflöjt 8´       | Subbas 16´ | I/P    |
| Principal 4´   | Fugara 8´         | Pommer 4´  | II/P   |
| Rörflöjt 4´    | Spetsflöjt 4´     |            | II/I   |
| Waldflöjt 2´   | Principal 2'      |            |        |
| Mixtur 3 chor  | Ters 1 3/5'       |            |        |
| Rörskalmeja 8' | Kvinta 1 1/3'     |            |        |
| Tremulant      | Tremulant         |            |        |
|                | Crescendosvällare |            |        |